# Port of Seattle

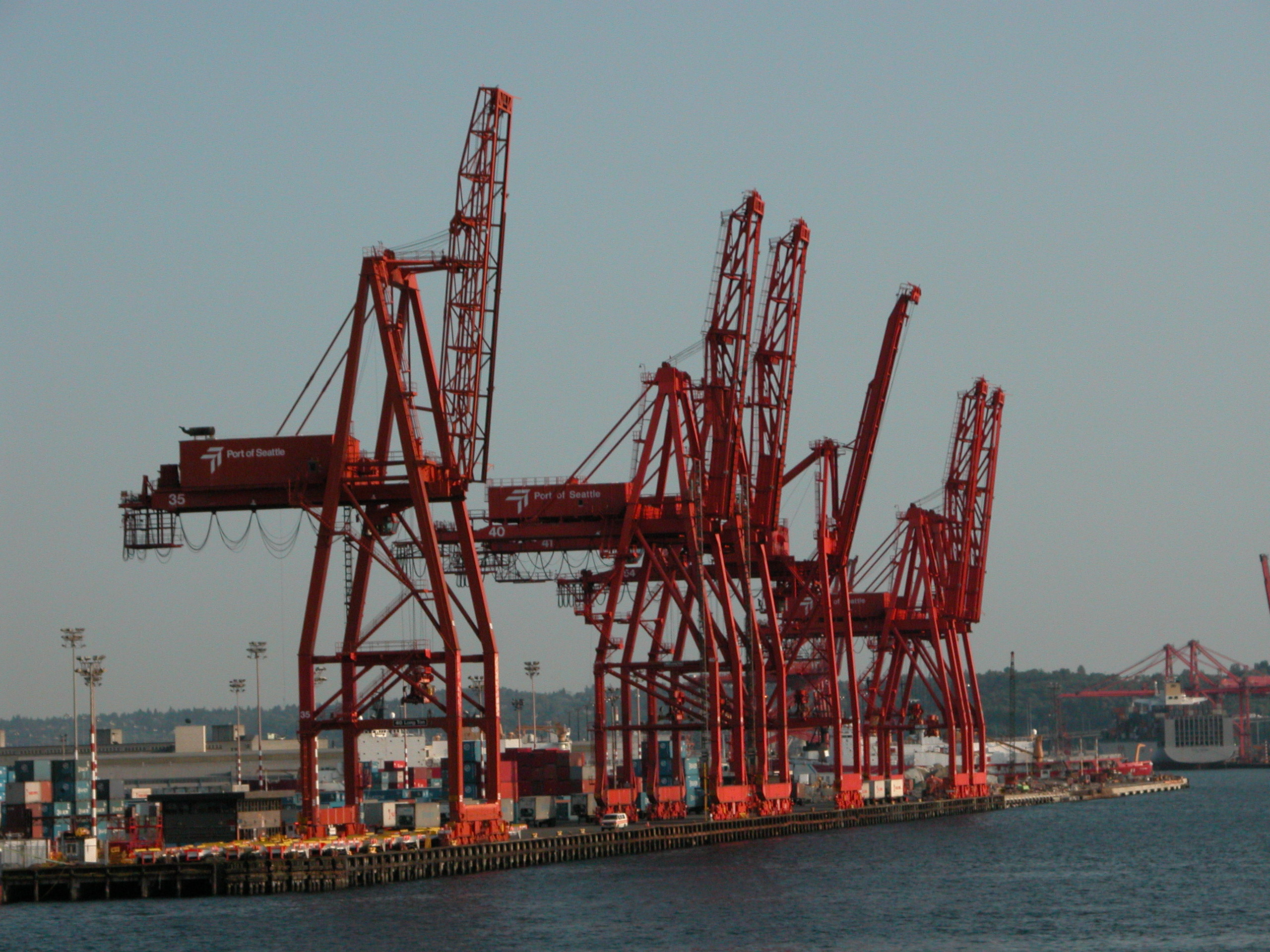
Jeřáby v přístavu v Seattlu.

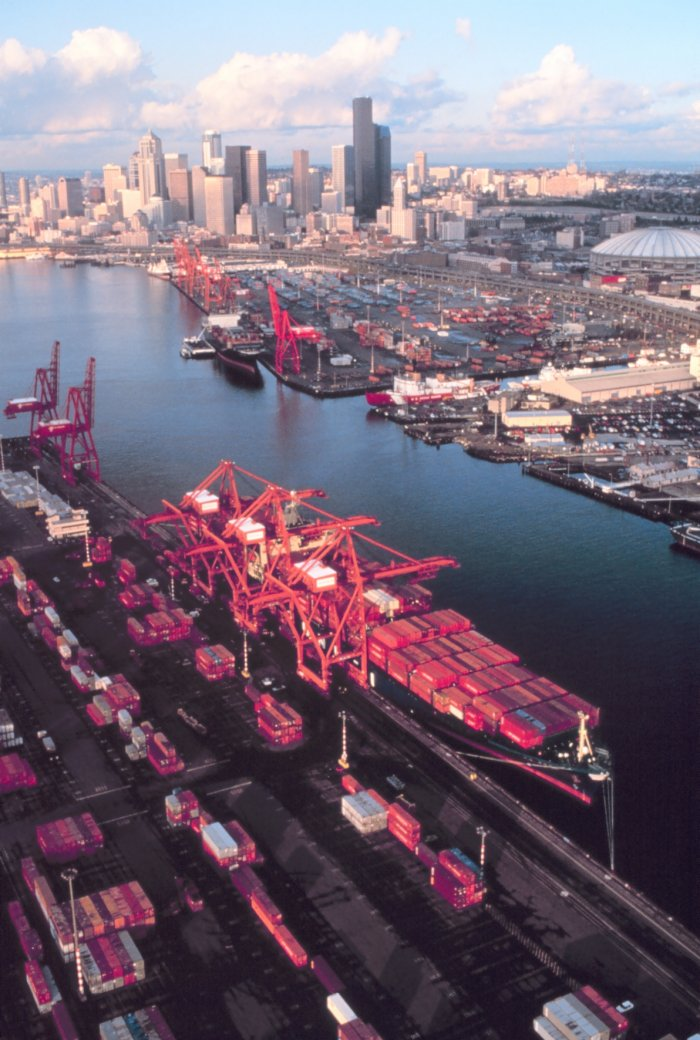
Přístav s centrem Seattlu v pozadí.

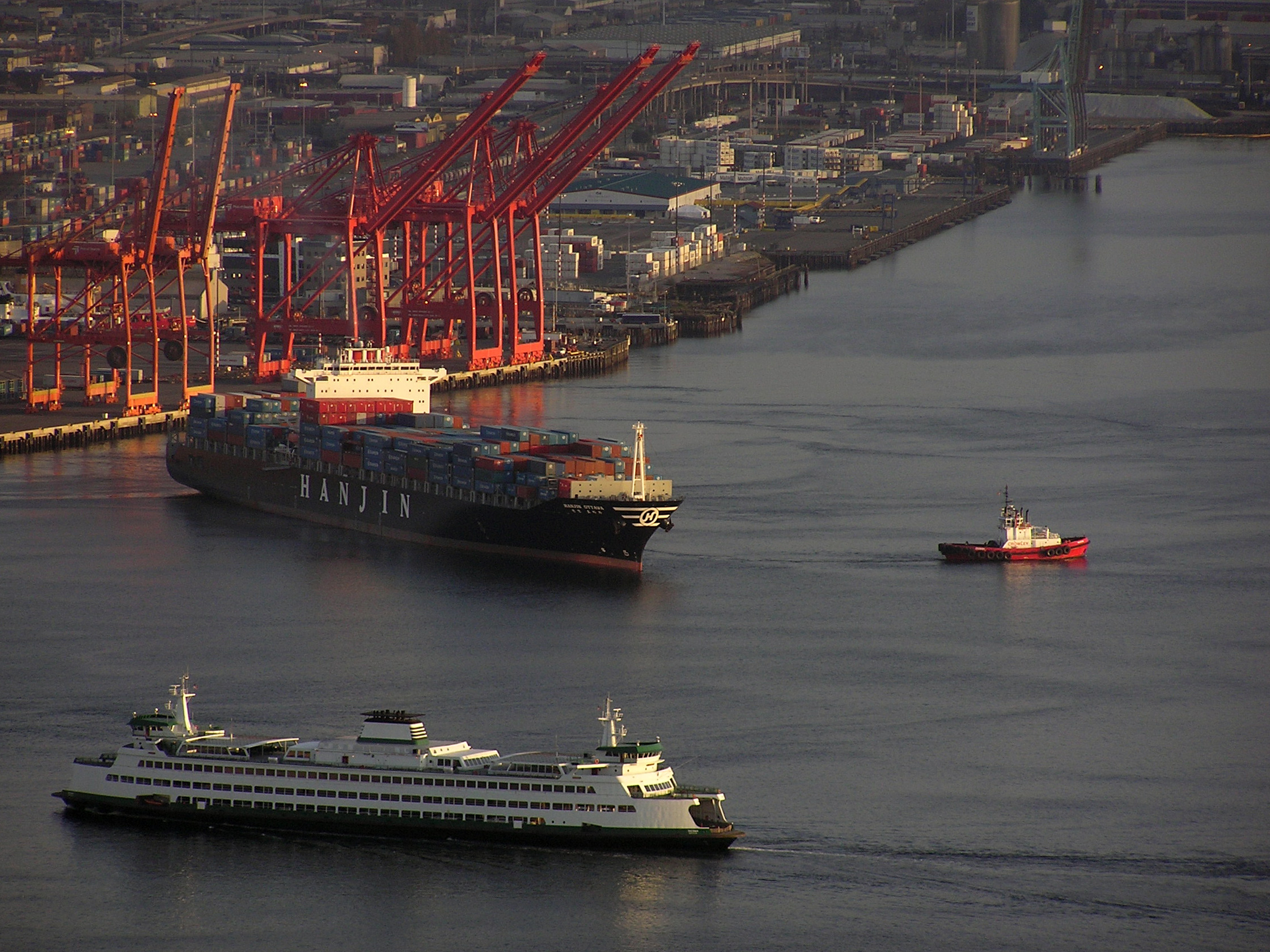
Trajekt, remorkér a kontejnerová loď v seattleském přístavu.

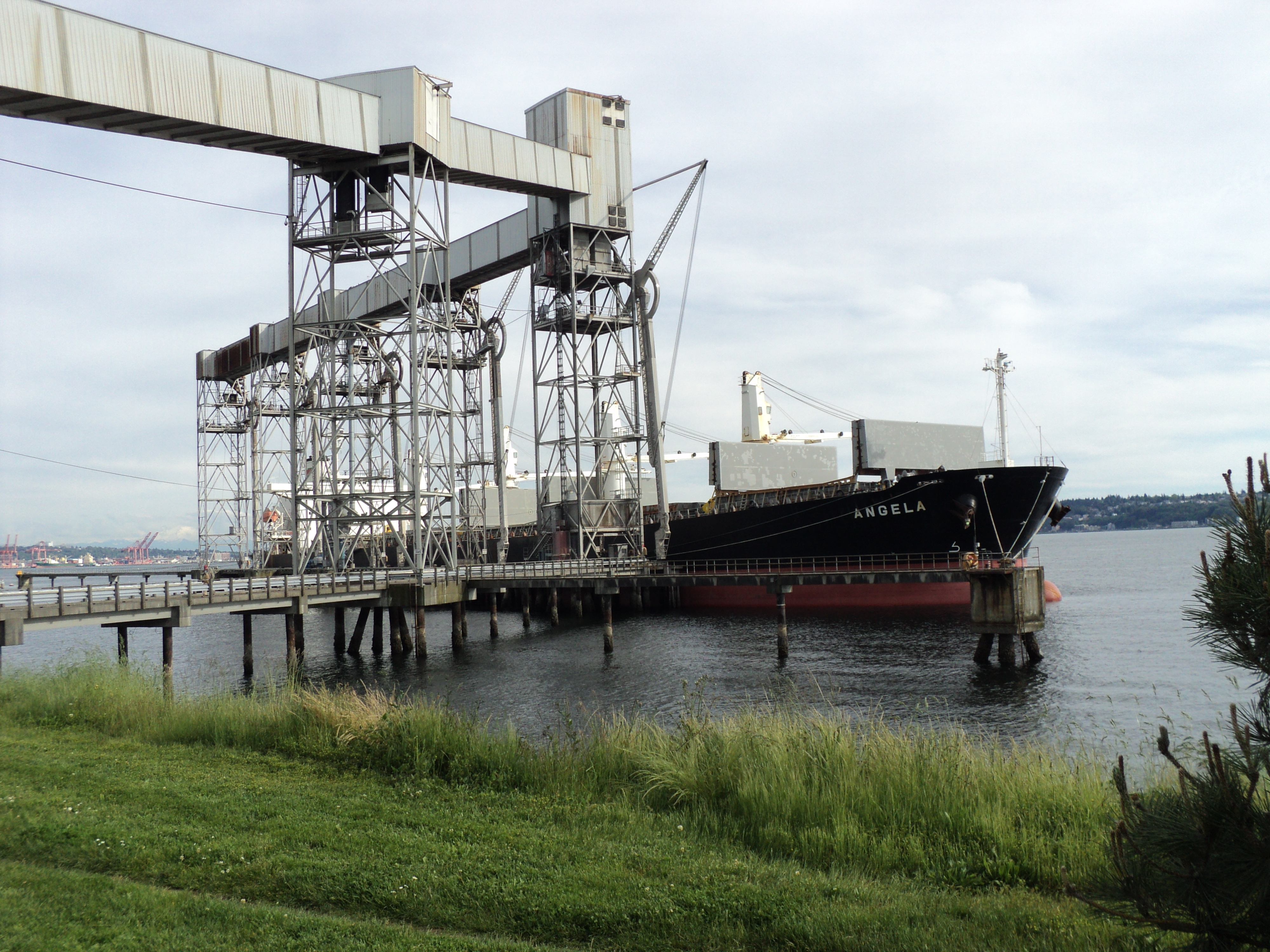
Loď nakládající obilí v seattleském přístavu.

Port of Seattle je státní firma provozující přístav a letiště v Seattlu. O jejím vytvoření rozhodli občané okresu King County v referendu v září 1911 a v jejím čele stojí pět komisařů. Volební období komisařů trvá čtyři roky. V roce 2011 zaznamenalo letiště Seattle-Tacoma International Airport rekordních 32,8 milionu cestujících a seattleský přístav se s více než 2 miliony kontejnerů umístil na 7. místě mezi severoamerickými přístavy. Ve stejném roce využilo služeb přístavu také 885 tisíc cestujících. Aktivity přístavu vytváří 194 tisíc pracovních míst ve státě Washington.
Firma má tři provozní divize, letištní, realitní a přístavní, navíc má také vývojovou a firemní divizi. Mezi zázemí, které spravuje patří letiště Seattle-Tacoma International Airport v SeaTacu, přístaviště v zálivu Shilshole, Rybářský terminál v Lososím zálivu, nákladní terminály a sila na obilí ve Smithově zátoce a několik dalších nákladních terminálů v Elliottově zálivu, na Přístavním ostrově a na řece Duwamish. Dále provozuje několik kotvišť a také dva terminály výletních lodí.

## Historie
Přístav byl vytvořen roku 1911 po referendu zdejších občanů, kteří podpořili jeho založení. V prvním půlroce komise pracovala pouze na plánování a přípravě projektů, které byly poté schváleny v roce 1912 dalším referendem.
V roce 2011 přístav slavil sté výročí svého založení. K této příležitosti vytvořila správa přístavu speciální webovou stránku, která obsahuje fotografie a informace o historii přístavu a regionu. Odkaz na stránku naleznete v sekci Externí odkazy.

## Současnost
V poslední době se v přístavu odehrály důležité změny. V roce 2007 se novým CEO přístavu stal Tay Yoshitani a krátce poté se odehrály dva velké skandály. Přístavní policie totiž odhalila velký problém s rasistickými a pornografickými emaily. Krátce poté se novou šéfkou přístavní policie stala Colleen Wilson a přístav opět začal získávat svou pevnost. Netrvalo dlouho a organizace opět získala pozornost, když její bývalý CEO, Mic Dinsmore promluvil o finančních podvodech v komisi.
V prosinci téhož roku konečně státní účetní vydal kritickou zprávu o kontraktových praktikách přístavu, především těch okolo stavení třetí ranveje na letišti Sea-Tac. Zpráva vyvolala vyšetřování ministerstvem spravedlnosti, ale to bylo ukončeno bez akce.
Nově zvolení komisaři v čele s CEO Yoshitanim zavedli sérii reforem, včetně zvýšení komisního dozoru nad stavebními projekty přístavu a sloučení zásobovacích aktivit organizace do jedné divize pro lepší kontrolu.
Yoshitani rovněž zvýšil odpovědnost vůči životnímu prostředí. Přístav odstartoval mnoho nových masivních environmentálních programů, mezi které patří využití pobřežní energie výletními loděmi a plán vyčištění koryta řeky Duwamish, který provede ve spolupráci se společností Boeing, okresem King a městem Seattle. Zvýšený provoz kontejnerových a výletních lodí, ani výstavba třetí ranveje na letišti Sea-Tac však zvýšila obavy veřejnosti.
V roce 2012 začali komisaři pracovat na vytvoření nového 25letého strategického plánu pro přístav.

## Výletní a zámořské lodě
| Provozovatel                 | Loď                               | Destinace                                                        | Poznámky |
| ---------------------------- | --------------------------------- | ---------------------------------------------------------------- | --- |
| Carnival Cruise Lines        | Carnival Spirit                   | Aljaška                                                          | Počet luxusních kajut - 1 062 Kapacita - 2 124 cestujících Posádka - 930 členů Tonáž - 88 500 Délka lodi - 960 |
| Carnival Cruise Lines        | Carnival Miracle (od května 2013) | Aljaška                                                          | Počet luxusních kajut - 1 062 Kapacita - 2 124 cestujících Posádka - 930 členů Tonáž - 88 500 Délka lodi - 960 |
| Princess Cruise Lines        | Golden Princess                   | Aljaška, Severozápadní pobřeží Pacifiku                          | Kapacita: 2 590 cestujících Posádka: 1 100 členů                                                               |
| Princess Cruise Lines        | Sapphire Princess                 | Aljaška, Severozápadní pobřeží Pacifiku                          | V roce 2012 ji nahradí Star Princess. Kapacita: 2 670 cestujících Posádka: 1 100 členů                         |
| Princess Cruise Lines        | Star Princess                     | Aljaška, Severozápadní pobřeží Pacifiku                          | Od roku 2012 Kapacita: 2 590 cestujících Posádka: 1 150 členů                                                  |
| Norwegian Cruise Line        | Norwegian Pearl                   | Aljaška, Severozápadní pobřeží Pacifiku, Vancouver               | S bowlingovou dráhou. Kapacita: 2 394 cestujících Posádka: 1 100 členů                                         |
| Norwegian Cruise Line        | Norwegian Jewel                   | Aljaška, Severozápadní pobřeží Pacifiku                          | Kapacita: 2 376 cestujících Posádka: 1 100 členů                                                               |
| Norwegian Cruise Line        | Norwegian Star                    | Aljaška, Severozápadní pobřeží Pacifiku, Vancouver               | Kapacita: 2 240 cestujících Posádka: 1 100 členů                                                               |
| Holland America Cruise Lines | MS Amsterdam                      | Aljaška, Severozápadní pobřeží Pacifiku, Asie, Austrálie         | Kapacita: 1 380 cestujících Posádka: 615 členů                                                                 |
| Holland America Cruise Lines | MS Westerdam                      | Aljaška, Severozápadní pobřeží Pacifiku, Havaj, Tahiti a Markézy | Kapacita: 1 916 cestujících Posádka: 817 členů                                                                 |
| Holland America Cruise Lines | MS Oosterdam                      | Aljaška, Nový Zéland, Asie                                       | Kapacita: 1 916 cestujících Posádka: 817 členů                                                                 |
| Disney Cruise Lines          | Disney Wonder                     | Aljaška                                                          | Od roku 2012. Kapacita: 2 400 cestujících Posádka: 945 členů                                                   |
| Celebrity Cruise Lines       | Celebrity Infinity                | Aljaška, Panama                                                  | Tonáž: 91 000 tun Délka: 294 m Šířka: 32,2 m Výtlak: 8 m Počet palub: 12 Rychlost: 44 km/h                     |
| Royal Caribbean              | MS Rhapsody of the Seas           | Alaska                                                           | Kapacita: 2 435 cestujících Posádka: 765 členů                                                                 |

## Správa přístavu
Momentálními komisaři přístavu jsou John Creighton, Gael Tarleton, Rob Holland, Tom Albro a Bill Bryant. Jedním z prvních komisařů byl mezi lety 1912 a 1915 Hiram M. Chittenden.
Už od roku 1967 je sesterským přístavem přístavu přístav v japonském Kóbe.